# Бутенко Михайло Петрович
Миха́йло Петро́вич Буте́нко (6 вересня 1917, Верхньодніпровськ, нині Дніпропетровської області — 19 травня 1998, там само). Організатор сільськогосподарського виробництва, заслужений працівник житлово-комунального господарства Української РСР — 1987.

## Життєпис
Закінчив 1940 року Орловський викладацький інститут по фаху викладач історії, географії та конституції.
Учасник Другої світової війни. З 1961 працював заступником голови виконкому Дніпропетровського району.
Керівник робіт у розробленні проекту забудови і благоустрою Верхньодніпровська. Відзначений Шевченківською премією 1983 року — разом з Стрельцовим, Антоновим, Луценком, Молівєровим, Підвезком, Ратушним — «за забудову і благоустрій центру Верхньодніпровська Дніпропетровської області».

## Джерело
- Шевченківський комітет [Архівовано 5 березня 2016 у Wayback Machine.]

| українська персоналія | Це незавершена стаття про особу, що має стосунок до України. Ви можете допомогти проєкту, виправивши або дописавши її. |